# Agylla fuscifusa
Agylla fuscifusa là một loài bướm đêm thuộc phân họ Arctiinae, họ Erebidae.